# Ipomoea heterotricha
Ipomoea heterotricha är en vindeväxtart som beskrevs av F. Didr. Ipomoea heterotricha ingår i släktet praktvindor, och familjen vindeväxter. Inga underarter finns listade i Catalogue of Life.